# Anđelko Herjavec
Anđelko Herjavec (Varaždin, 23. studenoga 1958. – Posedarje, 20. srpnja 2001.), poznat i pod nadimkom Đelac, hrvatski je gospodarstvenik i nogometni menadžer.
1990-ih godina bio je direktor hrvatske podružnice Levi'sa u Novom Marofu, generalni direktor Varteksa u Varaždinu, predsjednik varaždinskog nogometnog kluba Varteks, član Izvršnog odbora Hrvatskog nogometnog saveza, predsjednik Nadzornog odbora Varaždinske banke i član predsjedništva Hrvatske demokratske zajednice. Poginuo je u prometnoj nesreći 2001. godine.

## Djetinjstvo i mladost
Rođen je u Varaždinu 23. studenoga 1958. godine. Do polaska u školu živio je kod djeda i bake u Hlebinama, a začetnik hrvatske naivne umjetnosti Ivan Generalić bio mu je rod. Završio je Gimnaziju Varaždin, diplomirao marketing na Fakultetu organizacije i informatike u Varaždinu, te magistrirao na Ekonomskom fakultetu u Zagrebu. Godine 1984. zaposlio se u Varteksu na poslovima uvoza.

## Početak karijere u Levi'su
Anđelko Herjavec u Levi's je prešao 1986. godine, gdje se istaknuo na poslovima izvoza. Hrvatska podružnica Levi'sa, pokrenuta 1983. godine u Novom Marofu, poslovala je prema licenciji američke Levi Strauss &. Co. i bila sastavnim dijelom poslovnoga sustava Varteks, tada sačinjenog od desetak tvrki. Na temelju poslovnih rezultata ostvarenih u izvozu, Anđelko Herjavec 1990. godine imenovan je direktorom Levi'sa, a 1992. godine europska filijala američke kompanije uručila mu je priznanje za povećanje proizvodnje.

## Karijera u Varteksu
Generalnim direktorom Varteksa, Herjavec je imenovan 1994. godine, na poziv dotadašnjeg rukovodstva tvornice koja se našla na rubu propasti zbog ratnih zbivanja, odnosno raspada jugoslavenske trgovačke mreže i neprilagođavanja tržišnim uvjetima poslovanja. Do kraja 1995. godine Herjavec uspijeva stabilizirati poslovanje i spriječiti propast, a 1997. godine uspijeva produžiti i licenciju za proizvodnju jeansa, bez koje tvornica također ne bi imala uvjete za opstanak. Budući da se Varteks sve teže nosio s dampinškim cijenama istočne proizvodnje, Herjavec se povezuje s osnivačem Zare Amanciom Ortegom i od Hugo Bossa pokušava preuzeti znanje i iskustvo, kako bi Varteks mogao ostvariti dodanu vrijednost u vidu modnog brenda koji bi bio prepoznat na globalnom tržištu. U ambiciji ga sprječava prometna nesreća, ali poslovanje Varteksa sve do svoje smrti uspijeva održati pozitivnim. Na prijelazu milenija Varteks izvozi u 28 svjetskih država, čini 1,4 posto ukupnog državnog izvoza i ostvaruje 720 milijuna kuna prihoda. Godine 2000. Herjavec otvara prvu robnu kuću Varteksa u SAD-u i među prvima nakon Domovinskog rata čini iskorak prema srpskom i bivšem jugoslavenskom tržištu.

## Karijera u nogometu
Na čelo Nogometnoga kluba Varteks, Herjavec je došao 1989. godine na poziv dotadašnjeg predsjednika kluba Vladimira Marića, tadašnjeg trenera Branka Ivankovića i Stjepana Cveka, 1990-ih savjetnika uprave kluba. Bilo je to u trenutku kada se formirala 1. HNL, zbog čega je trebalo okupiti sponzore, napraviti preustroj kluba i organizirati profesionalno poslovanje. Herjavec je, međutim, otišao i korak dalje, te je ključnim gradskim strukturama potencijalni uspjeh nogometnoga kluba uspio predstaviti kao gospodarski i politički interes grada Varaždina. Igračima i stožeru kluba na taj način omogućio je redovita primanja i razvoj nogometne škole, a zahvaljujući profesionalnim ugovorima obvezao ih na ostvarivanje rezultata koji su uslijedili već treće sezone u 1. HNL (1993./1994.). Varteks je tada nakratko uspio zasjesti na prvo mjesto ljestvice i osvojiti međunarodni nogometni turnir u New Delhiju, a Herjavec je iste godine nominiran za predsjednika HNS-a. Tada mu je nedostajao jedan glas za pobjedu, a prije smrti spominjalo ga se kao nasljednika Vlatka Markovića. U sezoni 1995./1996. Varteks je već konkurirao za naslov prvaka Hrvatske (utakmica protiv Hajduka), a 1998. godine uspio izboriti „europsko proljeće“ (utakmica protiv Palma de Mallorce). Herjavec je stekao veliku popularnost u rodnom Varaždinu i prepoznatljivost širom zemlje.

## Politički angažman
Hrvatskoj demokratskoj zajednici Anđelko Herjavec pridružio se uoči akcija Bljesak i Oluja 1995. godine, te je u Varaždinu organizirao doček hrvatske vojske. Bio je član gradskog i županijskog poglavarstva, te dugogodišnji predsjednik Zajednice sportskih udruga Grada Varaždina, za vrijeme čijeg mandata je 1996. godine izgrađena istočna tribina na gradskom stadionu, a 1998. godine bili su postavljeni i reflektori. Snažnije se politički angažirao 2000. godine, kada je podršku novom vodstvu HDZ-a uvjetovao promjenom statuta odnosno uvođenja načela podjednake regionalne zastupljenosti u predsjedništvu. Tada postaje član predsjedništva stranke, dok je ranije bio poznat kao osoba bliska Franji Tuđmanu s kojim ga je povezivala strast prema nogometu.

## Zanimljivosti
U dobi od samo 32 godine bio je najmlađi direktor neke podružnice Levi'sa u svijetu, a u dobi od 36 godina postao je najmlađi direktor Varteksa u povijesti tvornice. Govorio je nekoliko stranih jezika i od rane mladosti bio strastveni kartaš. Prema knjizi Đelac – hazarder u smokingu, među prvima se u Hrvatskoj svjesno koristio komunikacijskim vještinama te ukazivao na potrebu za implementacijom istih u gospodarsko-politički javni prostor („Borislavu Škegri zamjeram samo jednu stvar oko uvođenja PDV-a, da je napravljen loš public relations“).  
Pod Herjavečevim vodstvom Nogometnog kluba Varteks, Zlatko Dalić je 2001. godine započeo svoju trenersku karijeru.

## Biografska knjiga i film
Varaždinski internetski portal „eVaraždin“ 2018. godine pokrenuo je projekt izdavanja knjige i proizvodnje dokumentarnog filma o životu Anđelka Herjavca, te je 2020. godine izdana knjiga „Đelac – hazarder u smokingu“ autora Alena Matušina i završen dokumentarni film pod naslovom „Đelac“. Vizualni identitet projekta kojemu je prethodilo opsežno istraživanje kreirao je Luka Šalamun, a među 20-ak okupljenih svjedoka vremena jedan od sudionika na projektu bio je i izbornik Zlatko Dalić. U dokumentarnom filmu i biografskoj knjizi po prvi put su objavljene snimke koje je Herjavec samostalno načinio tijekom 1980-ih i 1990-ih godina. Knjiga ga svrstava u pionire PR-a u Hrvatskoj.